# Festival de musique émergente
Pour les articles homonymes, voir FME.
Le Festival de musique émergente (FME) est une rencontre musicale annuelle consacrée à la musique émergente, c'est-à-dire à la musique de la relève. Le festival est présenté chaque année au début du mois de septembre depuis 2003 à Rouyn-Noranda, en Abitibi-Témiscamingue, au Québec.

## Historique et description
Fondé en 2003 par Sandy Boutin, Jenny Thibault et Karine Berthiaume, le festival allie des artistes de renom avec des artistes en début de carrière qui ont un parcours singulier et en marge, tant au Québec qu'à l’international. Parmi les artistes ayant donné une prestation au FME, on compte Blonde Redhead, Godspeed You! Black Emperor, Richard Desjardins, Malajube, Bob Log III, Jon Spencer, Marc Ribot, Daniel Bélanger, Patrick Watson, Half Moon Run, Pierre Lapointe, Charlotte Cardin, Animal Collective, Samian, Hubert Lenoir, Loud et plusieurs autres. L'édition 2021 a compté 14 000 entrées, 87 artistes présentés et 366 bénévoles à l’œuvre.

Visuel 2011 du FME.

La première édition du FME s'est démarquée par sa programmation alternative de qualité et par l'hébergement des artistes sur une base de plein-air. Les premières années du FME ont été marquées par une croissance exponentielle des spectacles à chaque édition, jusqu’à la 10e édition où le festival a atteint les limites de la capacité d’hébergement de la ville de Rouyn-Noranda. En 2005, le FME crée son propre fanzine, L'Oreille cassée, et une radio événementielle éphémère, CFME. L'Oreille cassée a été produite durant plusieurs éditions du FME jusqu'en 2013, tandis que CFME a d'abord été en ondes durant les quatre jours de l'événement au 91,9 FM à Rouyn-Noranda, alors qu'elle est aujourd'hui diffusée en simultanée au 100,5 FM et sur le web. En 2009, la formation Random Recipe a effectué le premier concert caché de l’histoire du festival au restaurant Morasse Poutine. Le groupe et le FME ont souligné ce concept repris par de nombreux festivals en recréant le concert lors de l’édition 2018. Désormais, les concerts cachés sont annoncés par notification via une application mobile.
Après sa première décennie d'activités, le volet esthétique de l'événement a été bonifié par l’aménagement scénographique des sites extérieurs dans le quartier du vieux Noranda. Une identité visuelle guide l'aménagement du quartier et la décoration des salles à chaque édition afin de mettre de l'avant les arts de rue et la scénographie urbaine pour une immersion artistique complète. À partir de l'édition 2011, le FME participe à l'initiative Un projet, quatre continents, qui vise à créer des scénographies monumentales et éphémères en collaboration avec d'autres événements à travers le monde et en les faisant circuler entre ces événements,.

Scénographie à l'entrée principale du site extérieur du FME
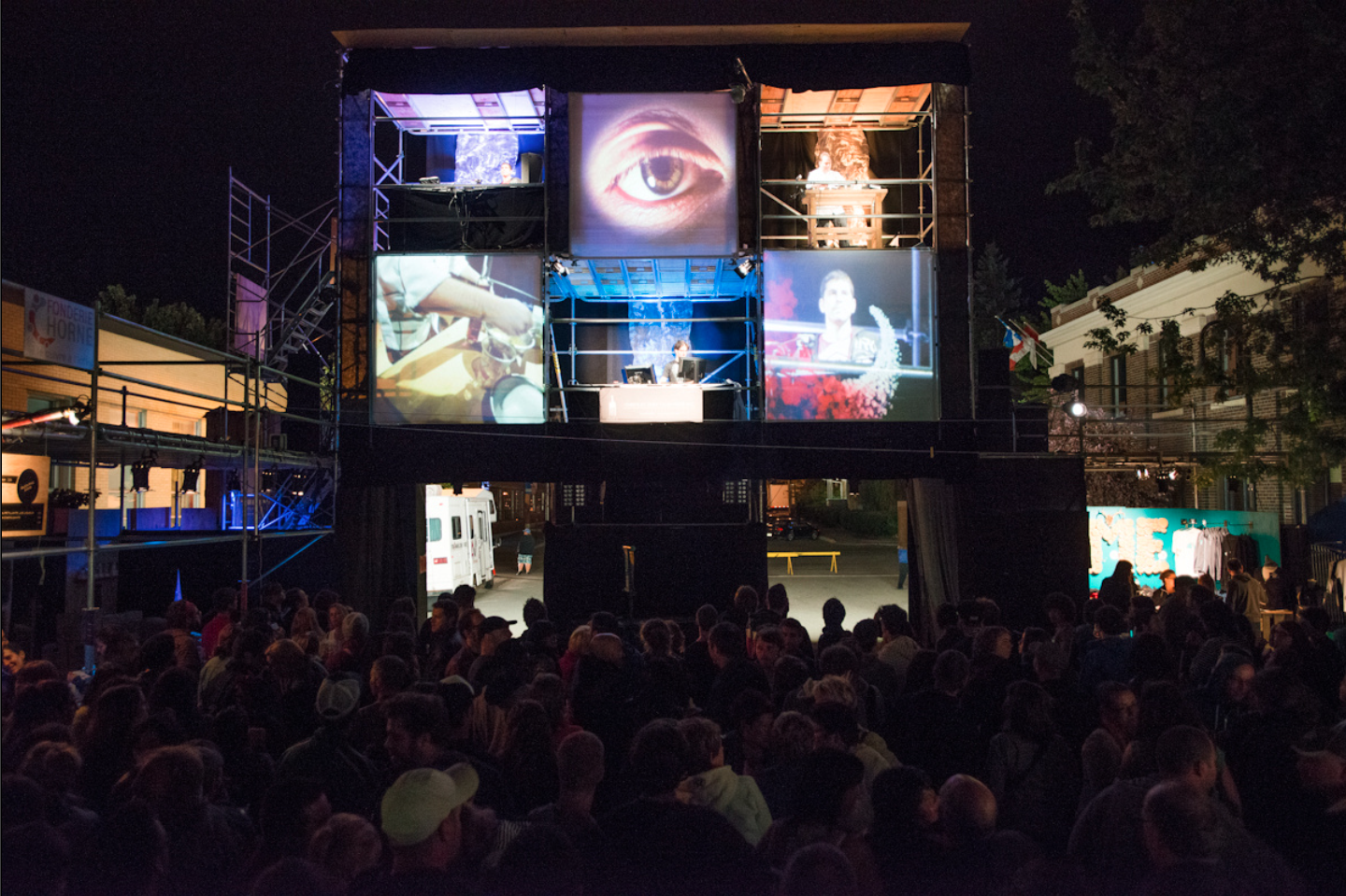
2012.
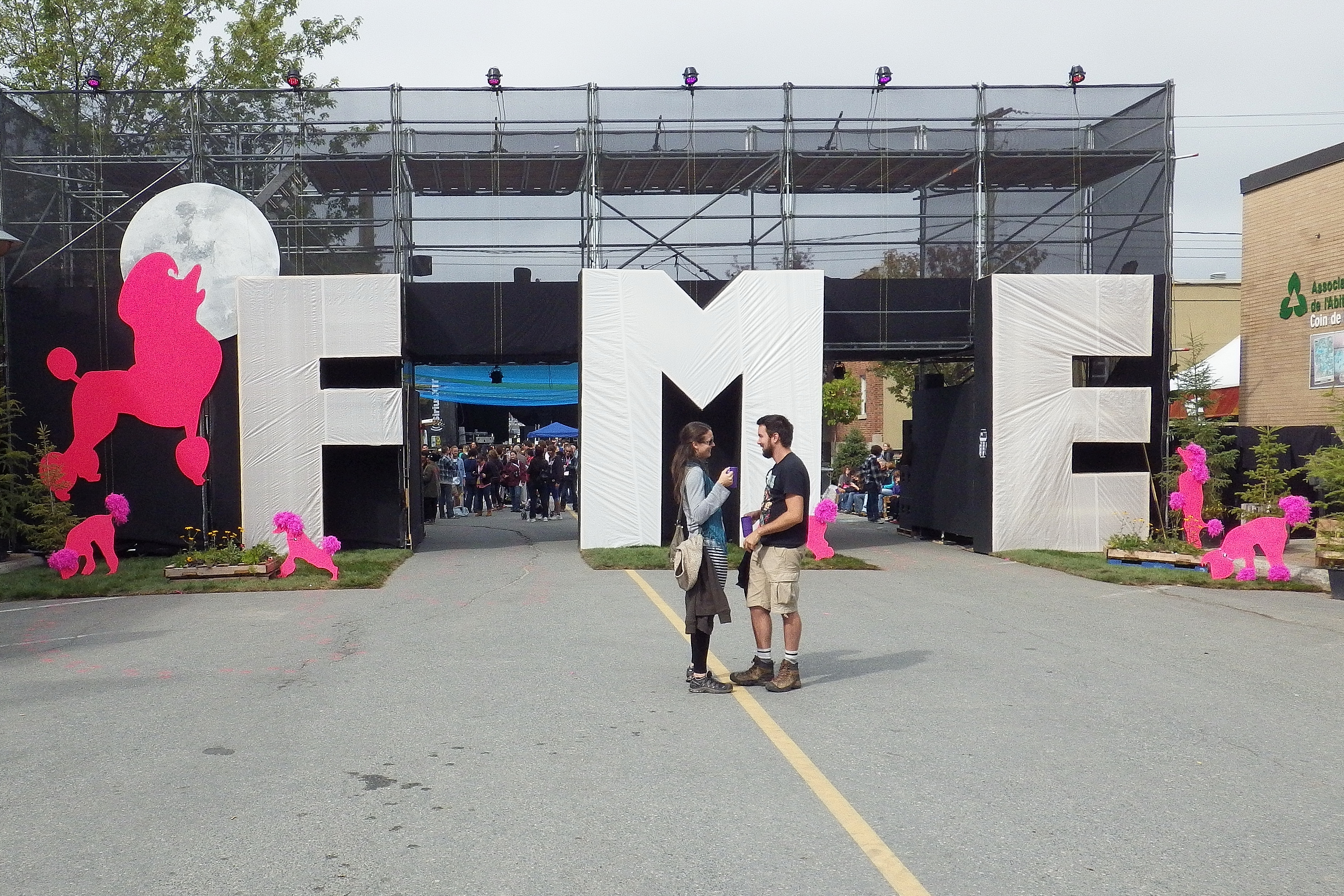
2013.
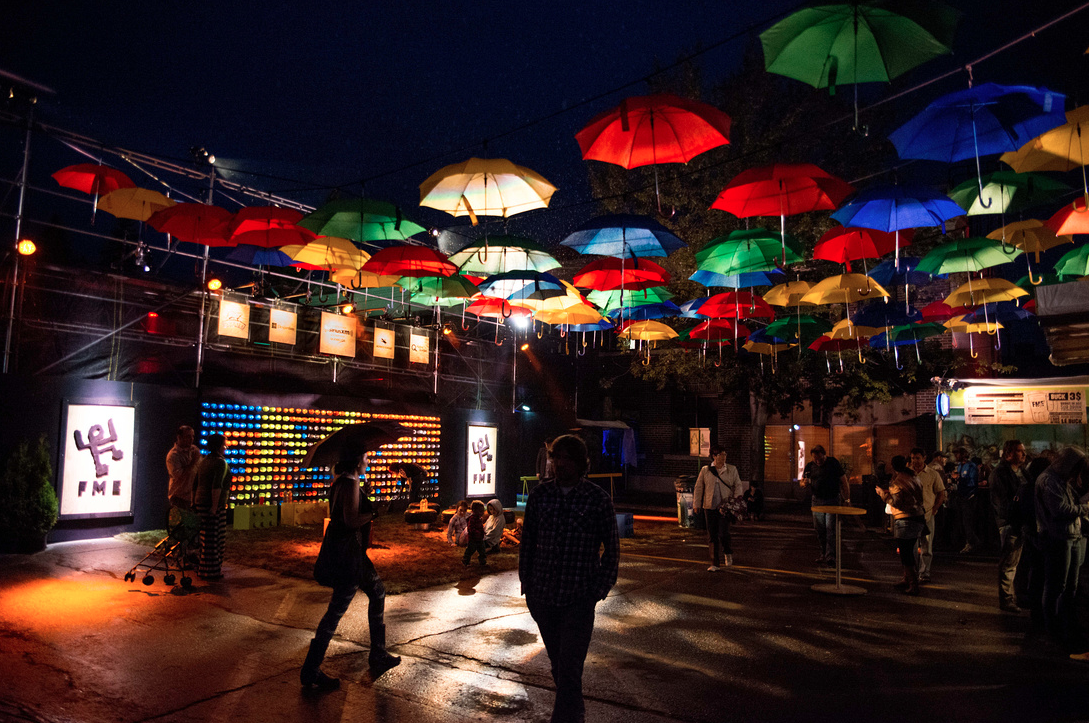
2014.
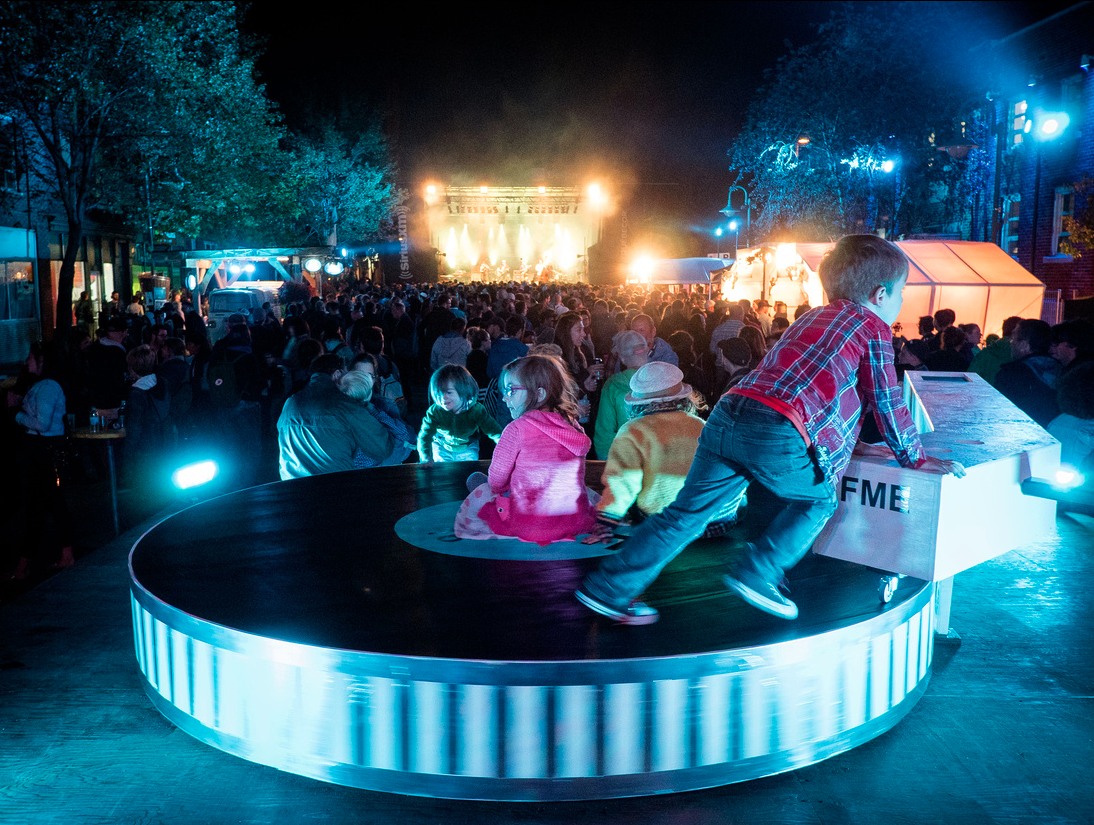
2016.

Ce festival est présenté à Rouyn-Noranda dans plusieurs scènes et sites extérieurs différents, dont la 7e rue, la presqu'île du lac Osisko, le Petit Théâtre du Vieux Noranda, le Cabaret de la Dernière Chance et l'Agora des arts. Le festival se démarque en particulier par la proximité entre les artistes et le public dans une ville relativement éloignée.
|                          | 2008   | 2009   | 2010   | 2011   | 2012   | 2013   | 2014   | 2015   | 2016   | 2017   | 2018   | 2019   | 2020 | 2021   |
| ------------------------ | ------ | ------ | ------ | ------ | ------ | ------ | ------ | ------ | ------ | ------ | ------ | ------ | ---- | ------ |
| Entrées                  | 12 500 | 14 000 | 17 000 | 18 500 | 32 000 | 23 500 | 24 000 | 34 000 | 34 000 | 37 000 | 35 000 | 33 500 | 4500 | 14 000 |
| Spectacles et événements | 60     | 74     | 70     | 68     | 80     | 75     | 91     | 98     | 96     | 92     | 83     | 113    | 45   | 98     |
| Artistes (formations)    | 52     | 60     | 66     | 61     | 70     | 65     | 75     | 72     | 74     | 82     | 68     | 95     | 36   | 87     |
| Bénévoles                | 150    | 150    | 150    | 150    | 175    | 190    | 175    | 230    | 300    | 300    | 360    | 431    | 380  | 366    |

## Projets

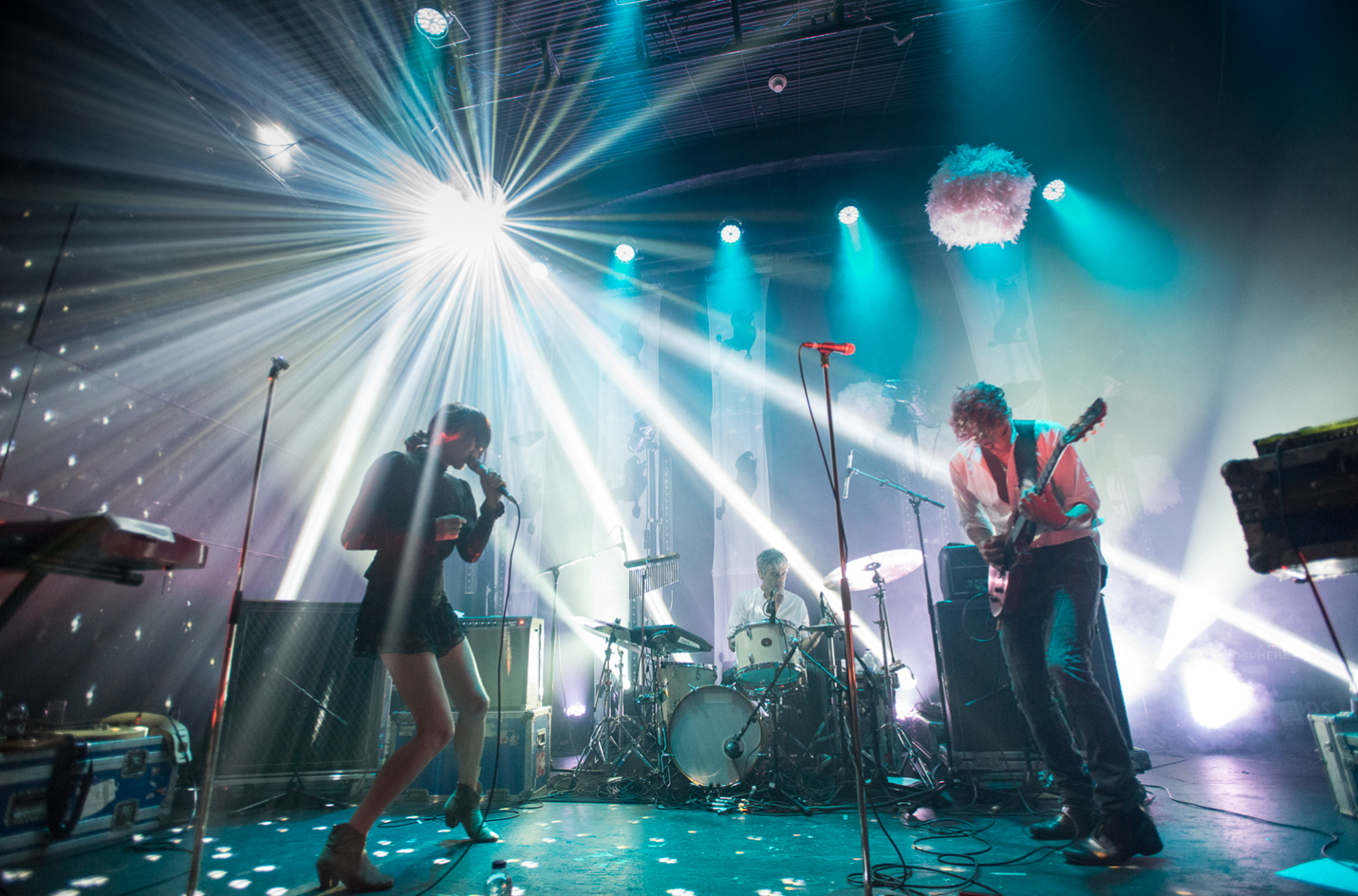
Blonde Redhead à l'Agora des arts en 2013.

Le FME a assuré une programmation musicale dans toute la région de l'Abitibi-Témiscamingue, et même ailleurs au Québec, en dehors des dates traditionnelles de son festival par l'entremise de nombreux projets.

### Quartiers d'hiver
L’organisation du FME présente en janvier 2015 une première édition hivernale de son festival, Quartiers d’hiver. Imaginée pour élargir l’offre de spectacles à Rouyn-Noranda durant la saison hivernale avec des artistes expérimentaux qui n’avaient pas été retenus pour le FME, Quartiers d’hiver s’est déroulé en salles pour trois éditions supplémentaires en mars 2016, 2017 et 2018,.

### Guinguette chez Edmund
Pour la saison estivale 2019, le FME lance un site éphémère sur les berges du lac Osisko pour présenter des spectacles gratuits, des repas régionaux et des alcools québécois durant tout l'été. Ce projet est nommé en honneur du prospecteur Edmund Horne qui a découvert le gisement ayant mené à l’ouverture de la mine et de la ville de Noranda en 1926. Inspiré des guinguettes françaises, la Guinguette chez Edmund se voulait un appel à se réapproprier les berges du lac de manière festive. Elle revient en 2022 pour présenter des spectacles gratuits du 9 juin au 26 août ainsi que dans le cadre du FME.
- Site de la Guinguette chez Edmund

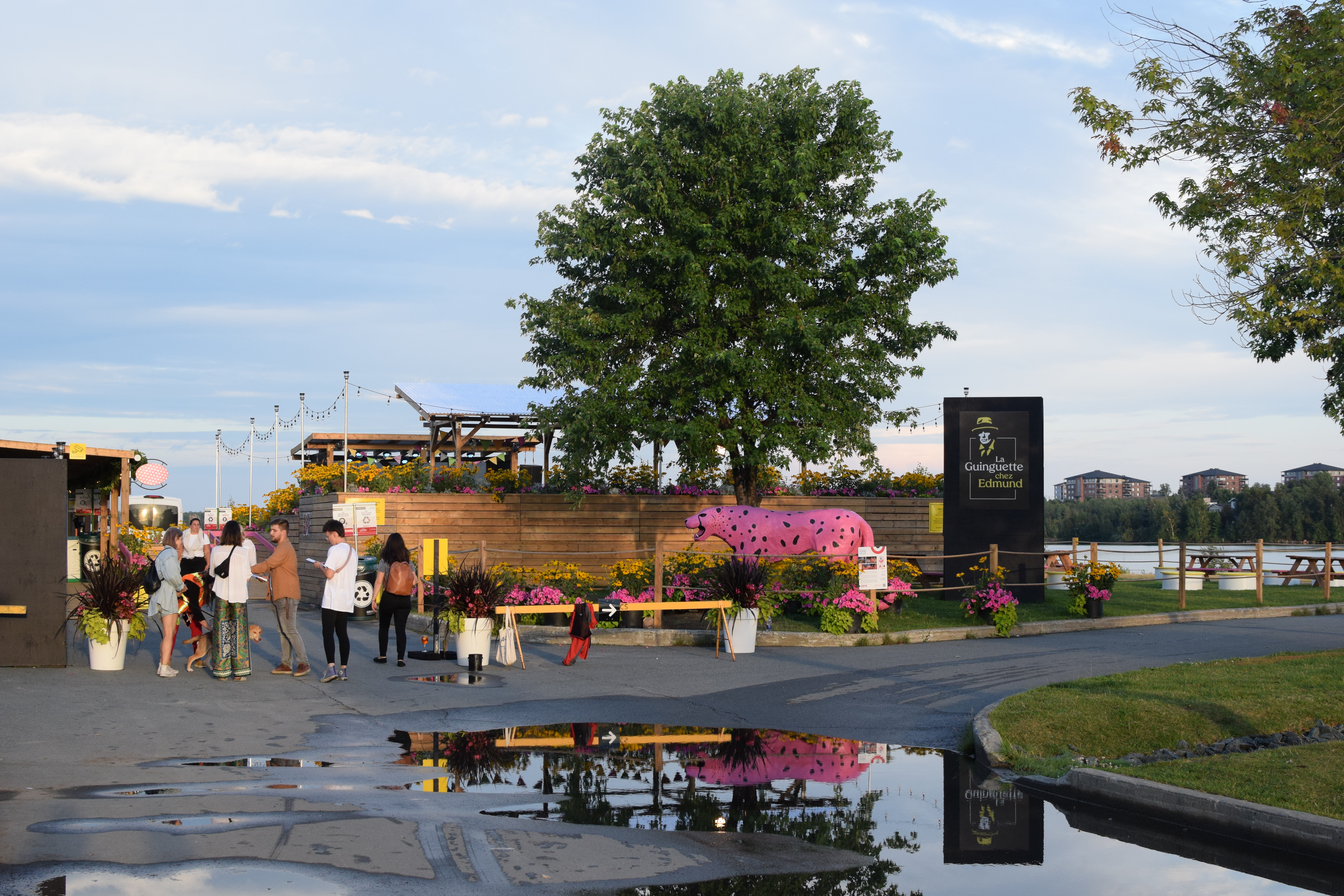
Entrée principale
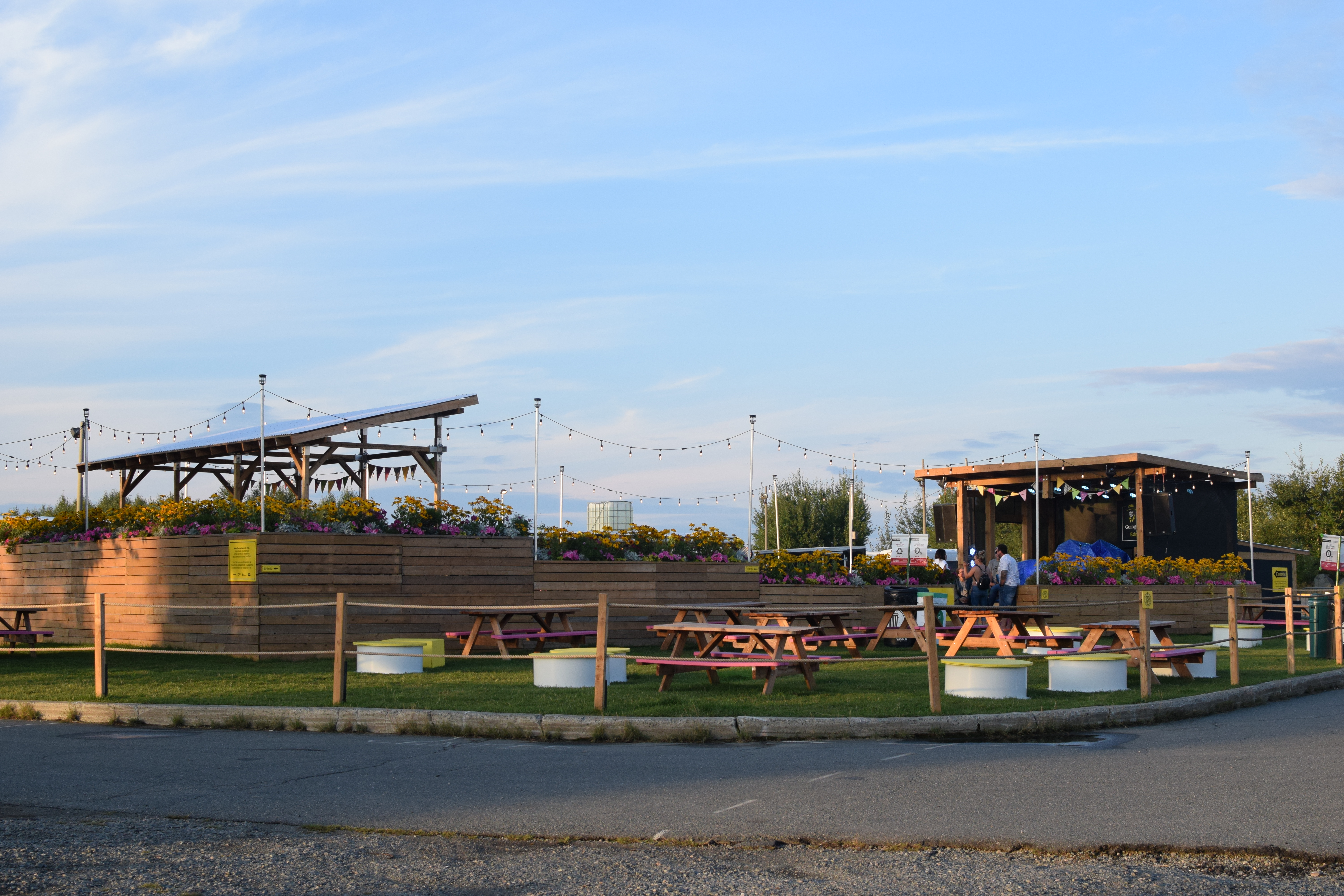
Vue arrière, côté Cour
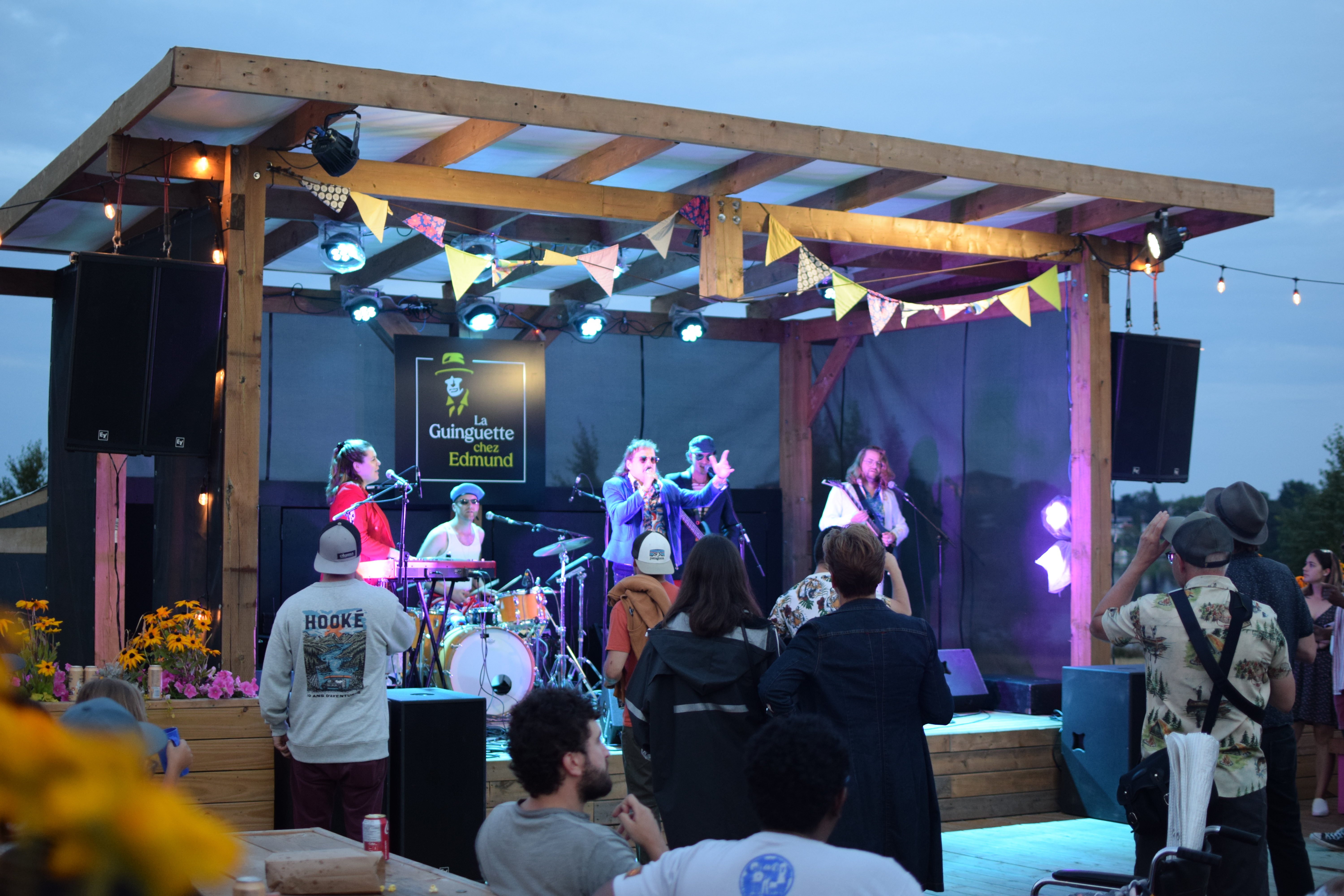
Gab Paquet en concert, 19 août 2022

### Au pays des pick-up
Au pays des pick-up est une initiative lancée conjointement avec le Petit Théâtre du Vieux Noranda en réponse aux mesures sanitaires présentes pour contrer la pandémie de Covid-19 durant l'été 2020. Pendant toute la saison estivale, différents artistes sillonnent la région sur un camion-remorque équipé d'une scène pour se produire devant des petites foules. Le nom de ce projet fait référence aux paroles de la chanson Au pays des calottes de l'artiste rouynorandien Richard Desjardins.

### Poisson Volant
L'équipe du FME lance en 2021 une autre scène extérieure estivale située sur la presqu'île du lac Osisko portant le nom de Poisson Volant, inspirée d'une fête familiale annuelle qui a lieu au Japon. En remplacement de la Guinguette chez Edmund, cette scène a accueilli des spectacles payants durant tout l’été 2021 en respectant les contraintes de distanciation sociales imposées par l'État québécois à l’occasion de la pandémie de Covid-19. Cette scène a été utilisée durant l'édition 2021 du FME.
- Site du Poisson Volant

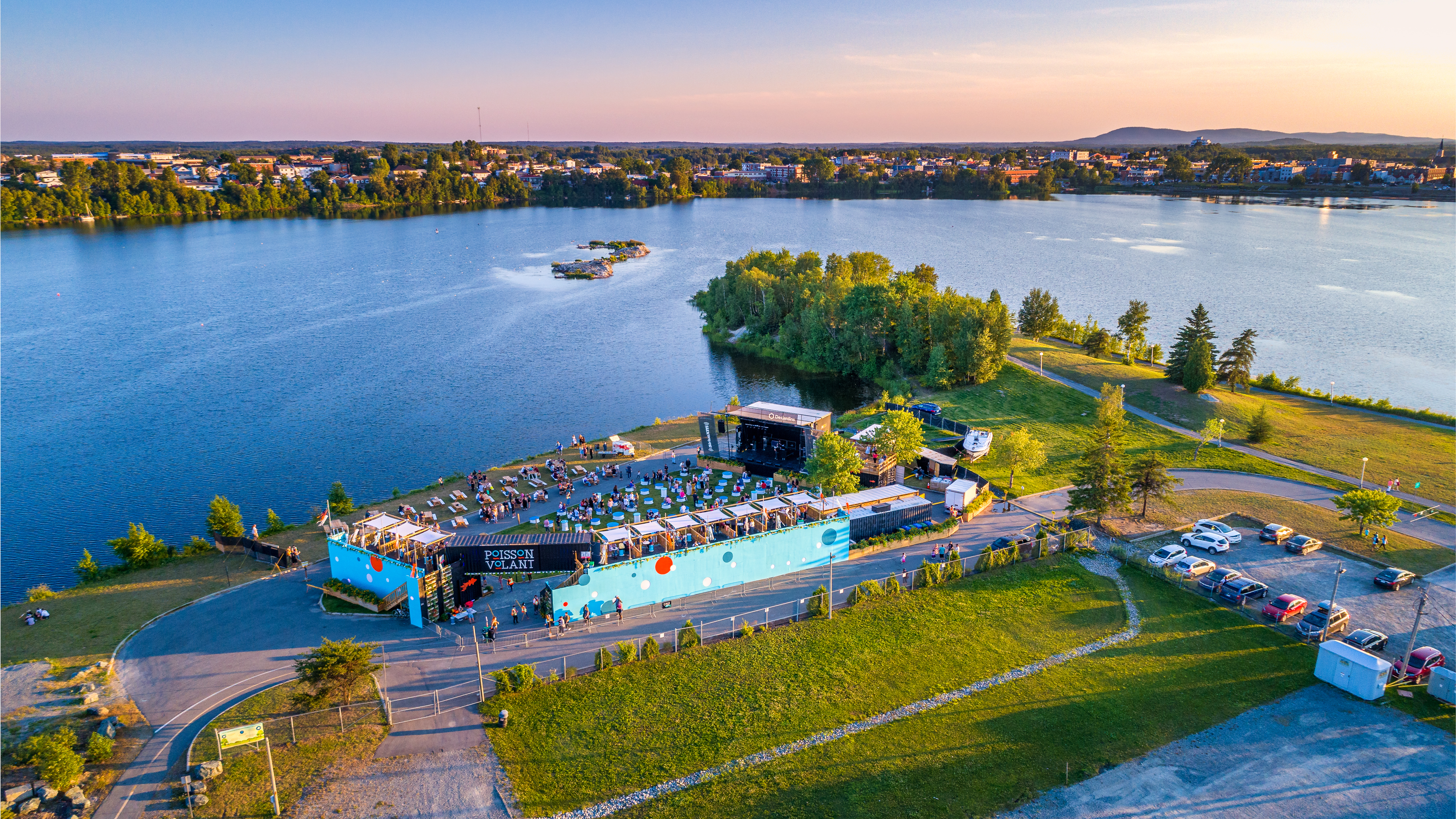
Vue aérienne.
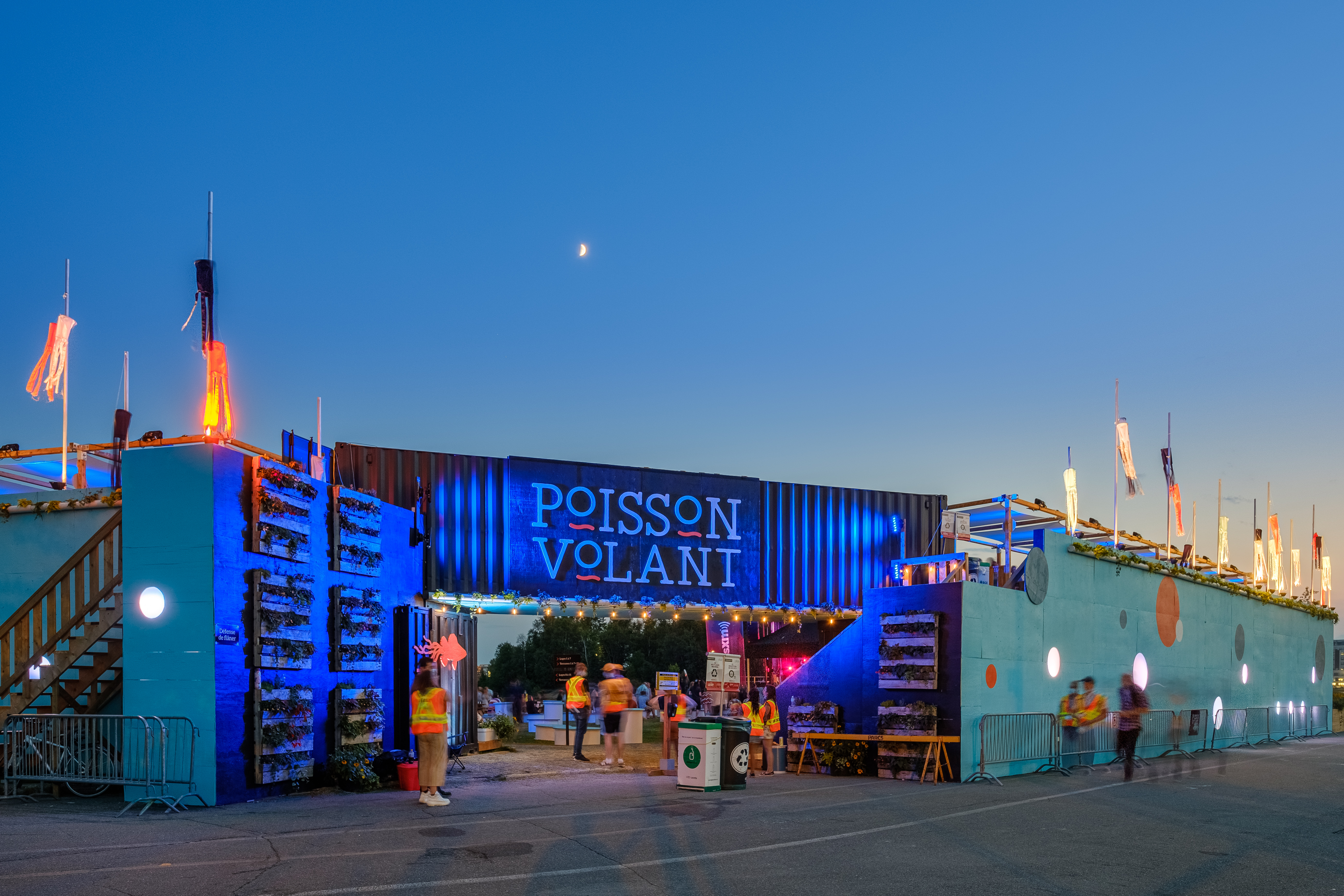
Entrée principale du site.
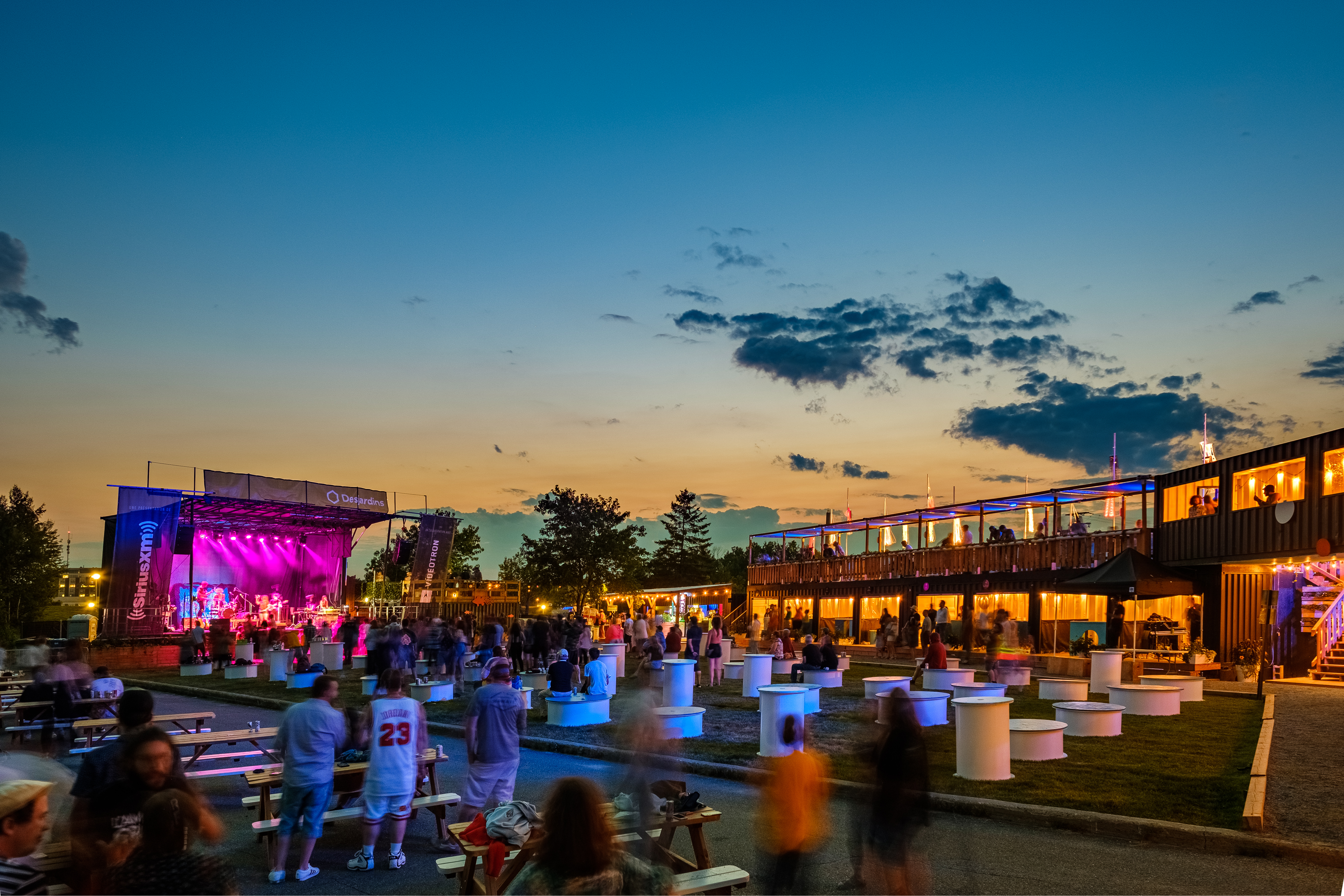
Vue arrière, côté Jardin.

### Événements satellites
Le FME tient régulièrement des événements satellites en dehors de l’Abitibi-Témiscamingue. Pour son quinzième anniversaire en 2017, le festival a organisé une journée de concerts nommée Le Royal à l’île d'Orléans sur le site de Cassis Monna et Filles. Plusieurs activités se sont déroulées à Montréal dont la série des Concerts impromptus durant le festival d’humour Zoofest en 2016, le Festival Beside présentant des spectacles en nature au Parc national des Îles-de-Boucherville en 2019 et le FME de l’avant à Lachine en 2021. Dans le cadre du vingtième anniversaire du FME, une série de concerts d’Hubert Lenoir a été organisée à Montréal, Québec et Rouyn-Noranda. En 2012, Valéry Hamelin fut au  Gala des prix du tourisme en Abitibi-Témiscamingue en collaboration avec le Festival de musique émergente où elle fut chargée de la mise en espace et des costumes.

## Reconnaissances
- Prix Félix dans la catégorie Événement de l’année remis par l’ADISQ en 2009, 2010, 2015, 2016 et 2022, nomination dans cette catégorie en 2012, 2013, 2019, 2020 2021 et 2022[26].
- Prix Coup de cœur du jury au Gala Extra 2021 de la Chambre de commerce et d’industrie de Rouyn-Noranda[27].
- Prix Ann-Boudreau-Paiement dans la catégorie Événement au Gala Extra 2010 et 2013 de la La Chambre de commerce et d’industrie de Rouyn-Noranda et dans la catégorie OSBL toutes catégories en 2015 et 2017[28],[29],[30].
- Prix Coup d’Éclat ! 2014 dans la catégorie Publicité à la télévision ou vidéo publicitaire - Organisation avec budget de fonctionnement de plus de 500 000 $ de la Société des Attractions Touristiques du Québec et Festivals et Événements Québec (SATQ-FEQ)[31].
- Prix Major au gala régional des Grands prix du tourisme de l’Abitibi-Témiscamingue 2009, 2010, 2012(dont Valéry Hamelin a travaillé sur la Mise en espace et les costumes) et 2016[32],[33],[34].
- Prix d’excellence Lyse-Daniels 2018 d’Impératif français[35].
- Prix de la culture dans la catégorie Contribution au rayonnement culturel en 2016 pour le FME et 2021 pour le Poisson Volant et dans la catégorie Organisme ou événement de la relève en 2019 pour la Guinguette chez Edmund remis par la ville de Rouyn-Noranda lors des Journées de la culture[36].
- Prix Festival de l’année au Gala alternatif de la musique indépendante du Québec (GAMIQ) en 2016 et 2019[37],[38].

## Récompenses remises
À chaque édition depuis 2004, le festival remet deux prix. Premièrement, le Prix Étoile à l'artiste s'ayant le plus démarqué par la qualité de sa présentation. Une bourse de 1 000 $ est également associée au prix.
Le second prix est remis par la chaîne Télé-Québec et assure une participation à l'artiste gagnant une place à l'émission Belle et Bum. Il a été mis en place en 2005.

### Prix étoile
- 2004 : Marco Calliari
- 2005 : Plywood¾[39]
- 2006 : Patrick Watson
- 2007 : Socalled
- 2008 : Beast[40]
- 2009 : Mother Mother

### Prix Télé-Québec
- 2005 : Kodiak[41]
- 2006 : Bloodshot Bill
- 2007 : Luke Doucet
- 2008 : David Marin[40]
- 2009 : Random Recipe
- 2010 : Alex Nevsky[42]
- 2011 : Panache
- 2012 : Peter Peter
- 2013 : Groenland